# Nicolas Jamin (Rennfahrer)

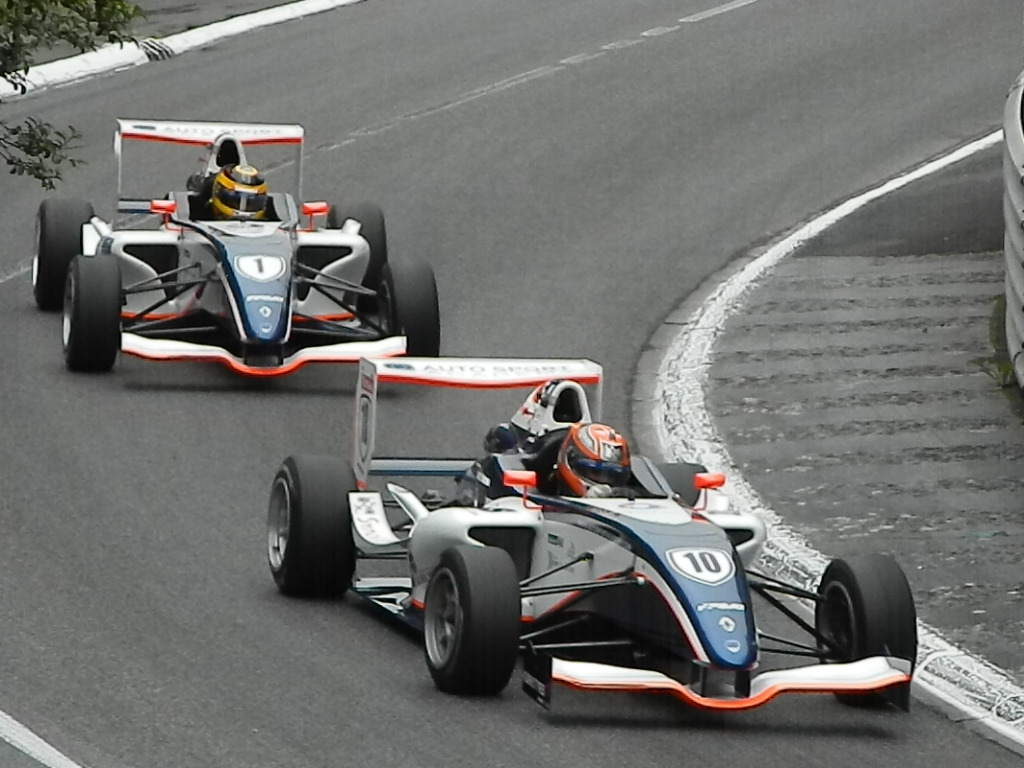
Nicolas Jamin (vorne) 2012 bei einem Formel-3-Rennen in Pau

Nicolas Jamin (* 5. Dezember 1995 in Rouen) ist ein französischer Autorennfahrer, welcher aktuell mit dem Team Panis Racing in der European Le Mans Series antritt.

## Karriere

### F2000
Jamin gab sein Debüt im Jahr 2014, in der U.S.-F2000-Meisterschaft für die Teams Belardi Auto Racing und Pabst Racing Services. Er kehrte ein Jahr später in die U.S.-F2000-Meisterschaft mit Cape Motorsports Wayne Taylor Racing. In diesem Jahr gewann er zehn der 15 Rennen, um am Ende den Meistertitel zu erhalten. Er erzielte in fast allen Rennen (14/15) ein Podiumsplatzierung, womit er automatisch einen Startplatz in der Pro Mazda Championship erhielt.

### Pro Mazda
Jamin erzielte zwei Siege und sechs Podiumsplätze in seiner Debütsaison in der Pro Mazda Championship, womit er am Ende dritter in der Meisterschaft wurde. Nachdem er bei einem Test am Ende der Saison von Andretti Autosport entdeckt wurde, erhielt er beim Team ein Cockpit für die Indy-Lights-Saison 2017.

### Indy Lights
Jamin trat dem Team für die Indy-Lights-Saison 2017 bei. Seinen ersten Sieg erzielte er im April auf dem Barber Motorsports Park.

### Sportwagenrennen
Jamin schloss sich ANSA Motorsports im Jahr 2017 für seine erste LMP3 Erfahrung in der IMSA WeatherTech SportsCar Championship (früher: IMSA Lites). Dabei gewann er beide Rennen an seinem Debütwochenende auf dem Sebring International Raceway.
Jamin debütierte, ebenfalls 2017, in der Pirelli World Challenge auf dem Virginia International Raceway, wo er beide Rennen in der GTS-Klasse gewinnen konnte. Dabei fuhr er einen KTM X-Bow GT4 für das Team ANSA Motorsports.

## Statistik

### Amerikanische Formel-Ergebnisse

#### U.S.-F2000-Meisterschaft
| Jahr                          | Team                                 | 1     | 2      | 3     | 4      | 5      | 6      | 7      | 8      | 9     | 10     | 11    | 12    | 13    | 14    | 15    | 16    | Rang | Punkte |
| ----------------------------- | ------------------------------------ | ----- | ------ | ----- | ------ | ------ | ------ | ------ | ------ | ----- | ------ | ----- | ----- | ----- | ----- | ----- | ----- | ---- | ------ |
| 2014 U.S.-F2000-Meisterschaft | Belardi Auto Racing                  | STP 3 | STP 14 | BAR 6 | BAR 10 | IMS 9  | IMS 19 | LOR 10 |        |       |        |       |       |       |       |       |       | 9th  | 154    |
| 2014 U.S.-F2000-Meisterschaft | Pabst Racing Services                |       |        |       |        |        |        |        | TOR 20 | TOR 6 | MDO 11 | MDO 5 | MDO 9 | SNM 9 | SNM 8 |       |       | 9th  | 154    |
| 2015 U.S.-F2000-Meisterschaft | Cape Motorsports Wayne Taylor Racing | STP 3 | STP 3  | NOL 1 | NOL 2  | BAR 14 | BAR 1  | IMS 1  | IMS 1  | LOR 2 | TOR 2  | TOR 1 | MDO 1 | MDO 1 | MDO 1 | LAG 1 | LAG 1 | 1st  | 457    |

#### Pro Mazda Championship
| Jahr | Team                                 | 1     | 2     | 3     | 4     | 5     | 6     | 7     | 8      | 9     | 10    | 11    | 12    | 13    | 14    | 15    | 16    | Rang | Punkte |
| ---- | ------------------------------------ | ----- | ----- | ----- | ----- | ----- | ----- | ----- | ------ | ----- | ----- | ----- | ----- | ----- | ----- | ----- | ----- | ---- | ------ |
| 2016 | Cape Motorsports Wayne Taylor Racing | STP 4 | STP 4 | ALA 6 | ALA 4 | IMS 5 | IMS 4 | LOR 7 | ROA 10 | ROA 2 | TOR 2 | TOR 3 | MOH 1 | MOH 1 | LAG 4 | LAG 3 | LAG 4 | 3rd  | 331    |

#### Indy Lights
| Jahr | Team               | 1     | 2      | 3     | 4     | 5     | 6     | 7       | 8     | 9      | 10    | 11     | 12     | 13    | 14    | 15     | 16    | Rang | Punkte |
| ---- | ------------------ | ----- | ------ | ----- | ----- | ----- | ----- | ------- | ----- | ------ | ----- | ------ | ------ | ----- | ----- | ------ | ----- | ---- | ------ |
| 2017 | Andretti Autosport | STP 7 | STP 14 | ALA 1 | ALA 3 | IMS 1 | IMS 4 | INDY 10 | ROA 6 | ROA 14 | IOW 7 | TOR 14 | TOR 12 | MDO 3 | MDO 1 | GMP 11 | WGL 5 | 7th  | 269    |

### Le-Mans-Ergebnisse
| Jahr | Team                 | Fahrzeug | Teamkollege       | Teamkollege        | Platzierung | Ausfallgrund |
| ---- | -------------------- | -------- | ----------------- | ------------------ | ----------- | ------------ |
| 2019 | Duqueine Engineering | Oreca 07 | Romain Dumas      | Pierre Ragues      | Rang 12     |              |
| 2020 | Panis Racing         | Oreca 07 | Julien Canal      | Matthieu Vaxivière | Rang 7      |              |
| 2021 | United Autosports    | Oreca 07 | Jonathan Aberdein | Manuel Maldonado   | Ausfall     | Unfall       |
| 2022 | Panis Racing         | Oreca 07 | Julien Canal      | Job van Uitert     | Rang 16     |              |

### Einzelergebnisse in der FIA-Langstrecken-Weltmeisterschaft
| Saison  | Team                 | Rennwagen | 1   | 2   | 3   | 4   | 5   | 6   | 7   | 8   |
| ------- | -------------------- | --------- | --- | --- | --- | --- | --- | --- | --- | --- |
| 2018/19 | Duqueine Engineering | Oreca 07  | SPA | LEM | SIL | FUJ | SHA | SEB | SPA | LEM |
| 2018/19 | Duqueine Engineering | Oreca 07  |     |     |     |     | 12  |     |     |     |
| 2019/20 | Panis Racing         | Oreca 07  | SIL | FUJ | SHA | BAH | AUS | SPA | LEM | BAH |
| 2019/20 | Panis Racing         | Oreca 07  |     |     |     | 7   |     |     |     |     |
| 2021    | United Autosports    | Oreca 07  | SPA | POR | MON | LEM | BAH | BAH |     |     |
| 2021    | United Autosports    | Oreca 07  | DNF |     |     |     |     |     |     |     |
| 2022    | Panis Racing         | Oreca 07  | SEB | SPA | LEM | MON | FUJ | BAH |     |     |
| 2022    | Panis Racing         | Oreca 07  | 16  |     |     |     |     |     |     |     |

### European Le Mans Series-Ergebnisse
| Jahr | Team                 | Klasse | Chassis  | Motor                 | 1       | 2     | 3       | 4       | 5     | 6       | Rang | Punkte |
| ---- | -------------------- | ------ | -------- | --------------------- | ------- | ----- | ------- | ------- | ----- | ------- | ---- | ------ |
| 2018 | Duqueine Engineering | LMP2   | Oreca 07 | Gibson GK428 4.2 L V8 | LEC 3   | MNZ 6 | RBR DSQ | SIL 7   | SPA 5 | ALG Ret | 11.  | 35     |
| 2019 | Duqueine Engineering | LMP2   | Oreca 07 | Gibson GK428 4.2 L V8 | LEC 3   | MNZ 6 | CAT 4   | SIL Ret | SPA 5 | ALG Ret | 9.   | 45     |
| 2020 | Duqueine Engineering | LMP2   | Oreca 07 | Gibson GK428 4.2 L V8 | LEC Ret | SPA 3 | LEC 4   | MNZ 5   | ALG 5 |         | 4.   | 47     |
| 2021 | Duqueine Engineering | LMP2   | Oreca 07 | Gibson GK428 4.2 L V8 | CAT 9   | RBR   | LEC     | MNZ     | SPA   | ALG     | 9.*  | 2*     |

‡ Halbe Punktzahl, da weniger als 75 % der Renndistanz absolviert wurden.